# Henryka Beyer

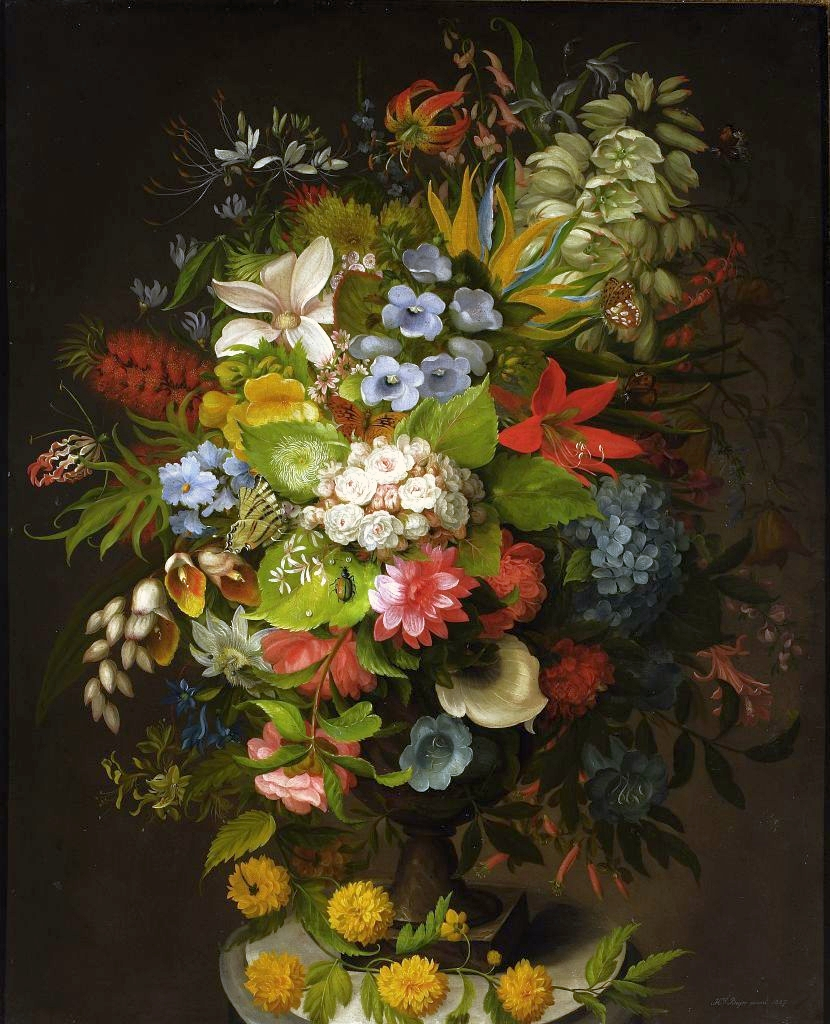
Bukiet kwiatów w wazonie, 1827

Henryka Zofia Maria Beyer z Minterów (pierwotnie: Henriette Sophie Marie, ur. 7 marca 1782 w Szczecinie, zm. 24 października 1855 w Chrzanowie pod Warszawą) – malarka polska niemieckiego pochodzenia, działająca w Polsce. Najmłodsza siostra Wilhelma Mintera, architekta.

## Życiorys
Początkowo pobierała nauki u malarza Petera Schmidta ze Szczecina. W roku 1805 przeniosła się do Berlina do brata Karola Fryderyka i pobierała nauki u sławnego wówczas malarza kwiatów i dyrektora KPM – Königliche Porzellan-Manufaktur, Gottfrieda Wilhelma Volkera.
W 1811 zamieszkała w Warszawie, gdzie szkoliła się u Antoniego Brodowskiego. W roku 1813 poślubiła dyrektora warszawskiej loterii Jana Gottlieba Wilhelma Beyera (zm. 1819), przechodząc z wiary luterańskiej na kalwinizm. Mieli trzech synów, w roku 1818 urodził się najmłodszy Karol Adolf, uznany później za pierwszego fotografa w Warszawie. Wcześnie owdowiała, Henryka musiała utrzymać trzech synów i w 1824 roku otworzyła w Warszawie szkołę malarstwa i rysunku dla kobiet. Prowadziła ją do roku 1833. Malowała martwe natury, głównie akwarele, zwykle w ciemnych ciepłych kolorach. Sygnowała je Hka Beyer.
Pochowana obok synów na cmentarzu kalwińskim w Warszawie (kw. E, rząd 3, nr 1). Poeta Stanisław Jachowicz uczcił jej pamięć następującym wierszem wniesionym do nekrologu: Prosta jak kwiatek, co go malowała/W niebiańskie strojny klejnoty,/Prawda w jej słowie, a w czynach jej – chwała,/W życiu zachęta do cnoty.